# El último viaje
El último viaje es un drama de acción para la televisión americana, dirigido por Guy Norman Bee y protagonizado por Dennis Hopper, Will Patton, Chris Carmack, Nadine Velazquez y Fred Ward. El guion de esta película fue escrito por Rob Cohen, quien es reconocido por haber dirigido otra película de acción automovilística: The Fast and the Furious.
La película se estrenó en junio de 2004, por la señal de cable USA Network, y en el momento de su lanzamiento fue patrocinada por General Motors, que la utilizó para ofrecer al mercado el nuevo modelo Pontiac GTO. Durante el período de finales de 2004 y mediados del 2005, la película fue lanzada a nivel mundial en diferentes países, llegando a algunos lugares en formato DVD.

## Trama
En 1970, el criminal Ronald Purnell (Ronnie) es arrestado luego de un asalto a un camión blindado y luego de una desenfrenada persecución automovilística. Durante los hechos delictivos, su esposa cayó gravemente herida de bala, muriendo durante el escape. El arresto, se logró por intervención del oficial Darryl Kurtz, quien había sido cómplice en este asalto y que ahora, de esta manera, traicionaba a Purnell. Ronnie recibe una condena de 30 años de cárcel, perdiendo la custodia de su hijo Aaron, quien cae en manos de Kurtz.
Treinta años después, mientras Ronnie planea su venganza contra Kurtz, Aaron se convierte en un recto oficial de policía, Kurtz regentea su propia empresa de seguridad, mientras que Matthew, hijo de Aaron y nieto de Ronnie, es un joven rebelde que heredó un poco del espíritu de su abuelo. Cuando Ronnie sale de la cárcel, comienza a tramar su plan, para lo cual cuenta con la ayuda de Matthew, aunque no le importa que deba lidiar contra su propio hijo. La redención de Ronnie, se encuentra en su viejo Pontiac GTO '70 (apodado "El Juez") y su objetivo será encontrarlo a costa de lo que sea, para así poder cumplir con su venganza. Escenas de alta acción, con persecuciones por las calles de la ciudad, son el condimento extra que le dan a esta película, sumada a la escena del robo del nuevo modelo Pontiac GTO 2004, por parte de Matthew, quien decide ayudar a su abuelo en su venganza.

## Elenco
- Dennis Hopper - Ronald Purnell (Ronnie)
- Fred Ward - Darryl Kurtz
- Will Patton - Ronald Aaron Purnell (Aaron)
- Chris Carmack - Matthew Purnell
- Nadine Velazquez - JJ Cruz

## Fotografías

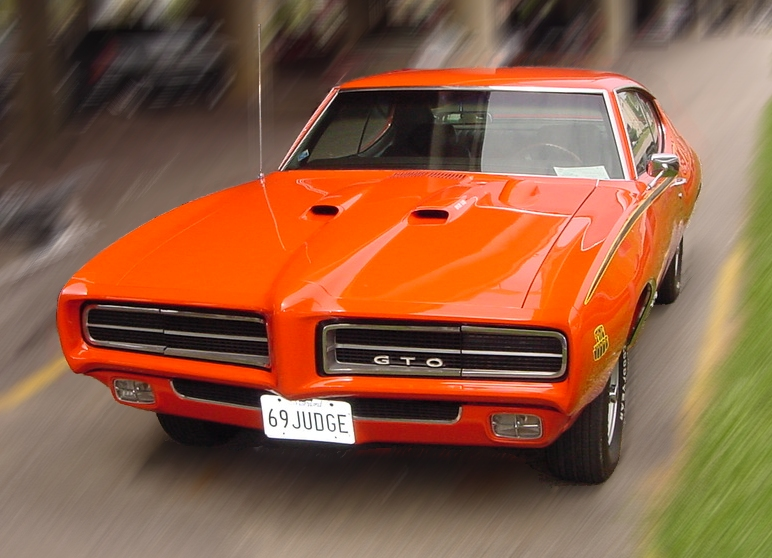
Pontiac GTO "El Juez"

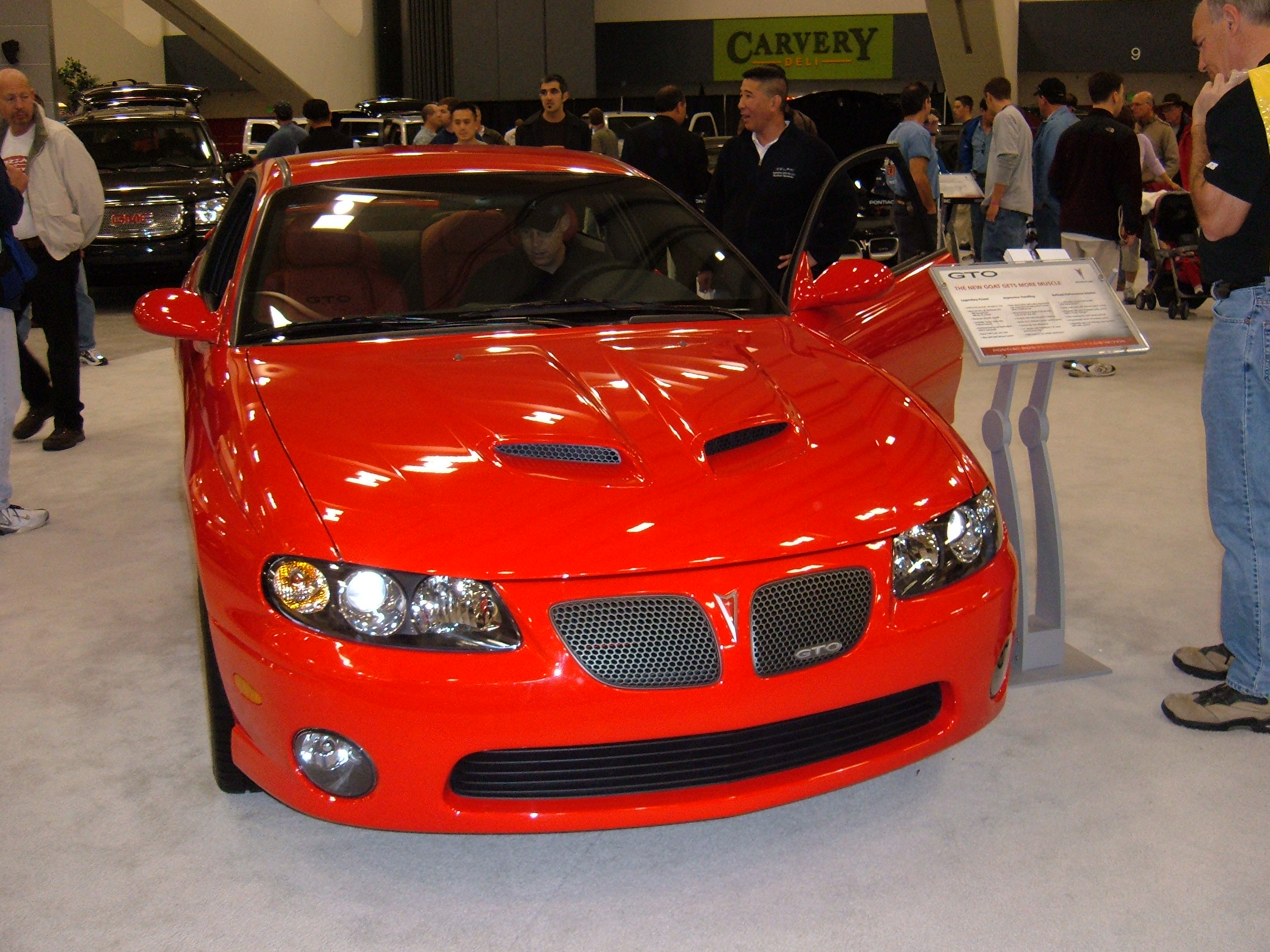
Pontiac GTO (2004) similar al usado en la película